# Образование в Тринидаде и Тобаго
Образование в Республике Тринидад и Тобаго является всеобщим, бесплатным и обязательным для лиц в возрасте от 5 до 16 лет. Развитием образования занимается Министерство образования, которое возглавляет Энтони Гарсия. Согласно международным данным Index Mundi, Тринидад и Тобаго является страной с одним из самых высоких уровней грамотности — 99% по состоянию на 2015 год (99,2% для мужчин и 98,7% для женщин). Уровень обеспечивается благодаря бесплатному образованию и обучению, начиная от детских садов и иных приготовительных дошкольных учреждений до университетов.

## Система
Дошкольные образовательные учреждения принимают детей возрастом от 2,5 лет. Этот уровень образования не является обязательным, однако для подготовки детей к начальной школе тринидадцы отдают своих детей в подобные детские сады и подготовительные школы, где дети учатся читать и писать. В возрасте 5 лет дети идут в начальную школу, где учатся семь лет. В последний год обучения в начальной школе дети сдают экзамен Secondary Entrance Assessment (SEA) на право учиться в средней школе. Этот момент является очень тяжёлым для детей и родителей.
В средней школе ученики учатся минимум пять лет и сдают специальный экзамен National Certificate of Secondary Education (NCSE) на третий год обучения. На пятый год дети сдают ещё один экзамен Caribbean Secondary Education Certificate (CSEC): школьники, набравшие проходной балл, могут учиться ещё два года в школе и сдать более сложный экзамен Caribbean Advanced Proficiency Examinations (CAPE). Организацией, обработкой результатов и подведением итогов экзаменов занимается Карибский экзаменационный совет.
Обучение в государственных школах является бесплатным, при этом частные школы и различные училища с религиозным уклоном взимают плату за обучением. Для выпускников школ предлагаются разные услуги по предоставлению высшего образования. Одарённым и талантливым студентам, а также нуждающимся в серьёзной материальной помощи предоставляется стипендия на обучение в местных, региональных или международных университетах.